# Świebodzin
Świebodzin este un oraș în Polonia, cu 21.679 locuitori.
În această localitate se găsește cea mai mare statuie a lui Cristos din lume (36 m înălțime)
.

## Galerie de imagini

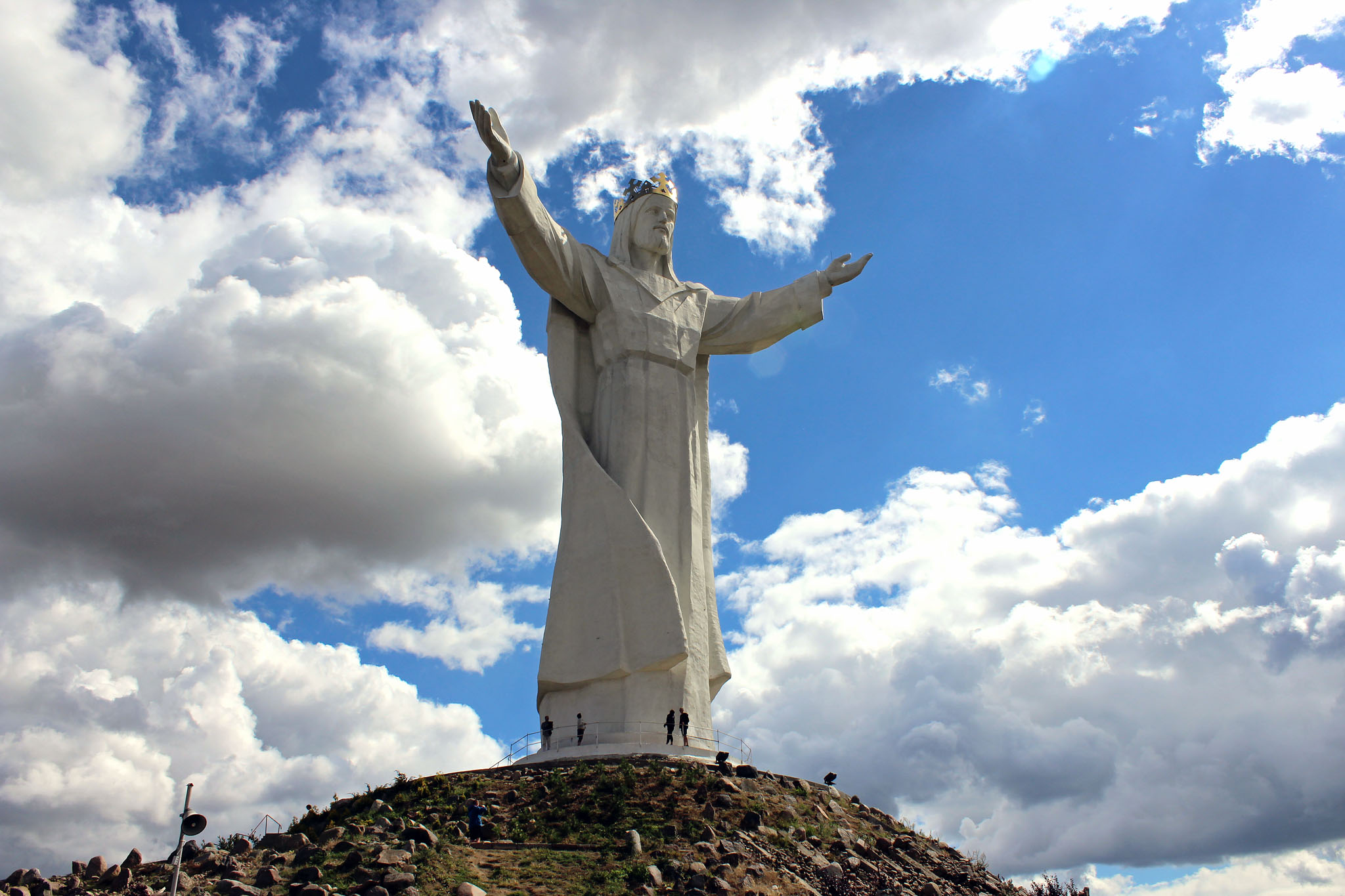
Statuia lui Cristos din Świebodzin